# Асосков, Владимир Васильевич
Владимир Васильевич Асосков (25 марта 1955, Москва) — советский и российский футболист, полузащитник.

## Карьера
Воспитанник ДЮСШ «Торпедо» (Люберцы). Свою взрослую карьеру начинал в костромском «Спартаке».
В 1979 году Владимир Асосков попал в состав московского «ЦСКА». За «армейцев» в Высшей лиге хавбек дебютировал 16 октября 1979 года, в игре против ташкентского «Пахтакора». Единственный гол в составе «ЦСКА» в первенствах страны Асосков провел 7 апреля 1980 года в ворота команды «Карпаты» (Львов). Тогда он оказался для его клуба победным.. Всего за москвичей он сыграл 16 игр и забил 1 гол.
В 1981 году полузащитник уже не попадал в состав «армейцев» и проводил время в смоленской «Искре». С 1982 по 1988 год Асосков играл за «Знамя Труда» (Орехово-Зуево). За это время он провел за коллектив 191 игру и забил 22 гола.
В последние годы советского первенства хавбек выступал за «Вулкан» (Петропавловск-Камчатский) и «Волжанин» (Кинешма). Некоторое время Асосков играл в Финляндии за «ТиПС».
В российское время Владимир Асосков ушёл в мини-футбол. В составе команды «Дина-МАБ» он становился призёром первенства страны. Завершал свою карьеру футболист в любительском клубе «Красногвардеец» из Москвы.

## Достижения
- Серебряный призёр чемпионата России по мини-футболу (1): 1993.